# Деспина Олимпиу
Деспина Олимпиу (на гръцки: Δέσποινα Ολυμπίου) е кипърска поп певица и представител на Кипър на петдесет и осмото издание на песенния конкурс „Евровизия“.

## Биография и кариера
С пеене се занимава още от малка. Свири на пиано и учи в лондонския колеж „Тринити“. От 1992 г. започва да се занимава професионално с пеене. През 1994 г. посещава Атина, за да си сътрудничи с Янис Париос. Работи съвместно и с други гръцки музиканти, сред които са Харис Алексиу, Йоргос Даларас, Михалис Хатзиянис, Манолис Лидакис, Димитрис Митропанос, Пантелис Таласинос, Костас Македонас и др.
Първият ѝ албум излиза през 2000 г. под името „Των Ματιών σου η Καλημέρα“. През лятото на 2003 г. тръгва на турне с Михалис Хатзиянис из цяла Гърция и чужбина. През това време излиза сингъла „Βάλε Μουσική“.
Година по-късно излиза вторият албум на певицата, носещ заглавието „Έχουμε Λόγο“.
Следващия си албум, „Αυτό Είναι Αγάπη“, издава през 2005 г. Той включва 12 песни от Йоргос Даларас и Александрос Пантелия, както и песен от Лина Димопуло.
Издаденият от певицата сингъл „Πες το δυνατά“ през март 2007 г. жъне значителен успех и е включен в четвъртия ѝ албум, наречен „Μαζί – χωριστά“.
В началото на януари 2009 г. се обвързва с Михалис Хатзиянис, с когото година по-късно се разделя.
През 2012, след едногодишно затишие, Деспина Олимпиу се завръща на сцената с нови песни, някои от които дуетни – с Йоргос Пападопулос и Stereo Mike.
През 2013 г. е избрана да представи Кипър на „Евровизия“.